# Bellator 68
 Bellator LXVIII  foi um evento de artes marciais mistas organizado pelo Bellator Fighting Championships, ocorrido em 11 de maio de 2012 no Caesars Hotel and Casino em Atlantic City, New Jersey. O evento foi transmitido ao vivo na MTV2.

## Antecedentes
Kurt Pellegrino era esperado para enfrentar Marcin Held nesse evento. porém, em 13 de Março, Pellegrino sofreu uma lesão no joelho e foi forçado a se retirar da luta. Phillipe Nover substituiria Pellegrino, porém foi substituído pelo estreante no Bellator Derrick Kennington.
Eddie Fyvie e Jeff Lentz se enfrentariam em uma luta na divisão dos penas; porém, a luta não se materializou.
Marius Žaromskis contra Waachiim Spiritwolf era esperada para acontecer na divisão dos meio médios; porém, Spiritwolf falhou ao tentar bater 171 pounds e a luta foi mudada para um peso casado em 172 pounds.
A luta em pesos casados em 230 pounds entre Carmelo Marrero e Seth Petruzelli foi cancelada no dia do evento devido a uma lesão de Petruzelli.